# HD213634
HD213634 — хімічно пекулярна зоря спектрального класу A3, що має видиму зоряну величину в смузі V приблизно  8,0.
Вона  розташована на відстані близько 400,7 світлових років від Сонця.